# I Say a Little Prayer
I Say a Little Prayer è una canzone scritta dai compositori Burt Bacharach e Hal David per la cantante Dionne Warwick nel 1967. Spesso viene erroneamente citata come I Say a Little Prayer for You, aggiungendo le altre due parole del ritornello.

## Descrizione
Il brano fu il secondo singolo della Warwick ad essere estratto dall'album The Windows Of The World, subito dopo la pubblicazione in disco singolo della title track del disco. Il singolo raggiunse la quarta posizione della Billboard Hot 100 nel dicembre 1967 e fu certificata disco di platino dalla RIAA. La canzone è ancora oggi considerata una delle più importanti nella carriera della Warwick. Anche il "lato B" del singolo era (Theme from) Valley of the Dolls fu un notevole successo. 

### Tracce
1. I Say a Little Prayer
2. (Theme from) Valley of the Dolls

## Cover di Aretha Franklin
Nel corso degli anni I Say a Little Prayer è diventato uno standard musicale per le cantanti soul e R&B, ed è stata interpretata da numerose artiste. La prima a registrarne una cover nel 1968 fu Aretha Franklin, che la inserì nell'album Aretha Now. Il singolo pubblicato dalla Franklin riuscì a scalare la Billboard Hot 100 fino ad arrivare alla decima posizione.

### Tracce
1. I Say a Little Prayer
2. See Saw

## Altre cover
Anche Gloria Gaynor ne ha registrato una cover, mentre Whitney Houston e Natalie Cole ne hanno interpretato un duetto dal vivo. Nel 1970 Raffaella Carrà ne ha inciso una cover per il suo album omonimo Raffaella. Nel 1988 fu incisa dal DJ inglese Bomb the Bass. Nel 1997 il brano è stato inserito nella colonna sonora del film Il matrimonio del mio migliore amico, in una versione registrata da Diana King. Nello stesso film il brano è interpretato anche dal cast della pellicola. Anche Giuni Russo, ancora col vero nome Giusy Romeo, nel 1968 ne fece una versione italiana intitolata I primi minuti, lato b del 45 giri di Fumo negli occhi (Smoke in your eyes). Inoltre la canzone viene cantata da Quinn Fabray, interpretata da Dianna Agron, nel telefilm Glee.
Nel 1988 il gruppo James Taylor Quartet ne incluse una versione strumentale per organo Hammond nel loro caratteristico stile acid jazz all'interno dell'album Wait a Minute.
All'interno del programma televisivo degli anni '90 Non è la Rai ne è stata eseguita una cover da Pamela Petrarolo successivamente ripresa dalla stessa nel 2018 ed inserita nel suo terzo album A metà.
Nel 2010 viene inserita come nuova canzone nel Revival del Musical di Broadway Promises Promises, cantata dalla protagonista Fran, interpretata da Kristin Chenoweth.

## Uso nella televisione italiana
Nel ricordo degli sportivi italiani il brano è fortemente legato ai Mondiali di calcio del 1970 in Messico in quanto era il brano che veniva trasmesso durante l'intervallo tra i due tempi delle partite di calcio trasmesse dalla RAI (a quei tempi non erano previsti i commenti durante la partita).